# Frederik van Pallandt
Frederik Jan Gustav Floris baron van Pallandt (Kopenhagen, 4 mei 1934 – Puerto Galera (Filipijnen), 15 mei 1994) was een Nederlands zanger die bekend werd als de mannelijke helft van het duo Nina en Frederik, dat tot 1969 furore maakte in meerdere landen.

## Biografie
Frederik van Pallandt was de zoon van F. C. A. baron van Pallandt en zijn tweede echtgenote, de Deense Else Dagmar Hanina comtesse Blücher af Altona. Frederiks vader was toen diplomaat in Kopenhagen. Tijdens de Tweede Wereldoorlog was hij gezant in Lissabon, waar hij veel met de Engelandvaarders te maken kreeg.
Van Pallandt deed een agrarische studie in Trinidad. In 1960 trouwde hij Nina Møller (15 juli 1932), een Deense cabaretière. Als zangduo trokken zij vervolgens door meerdere landen. Van Pallandt speelde daarbij op zijn gitaar. Hun eerste bekendheid kwam tijdens de kerstdagen van 1959, toen zij Mary's boy child en Little donkey zongen. Andere bekende nummers waren Listen to the ocean, Mango buy me mango en het door Bob Dylan geschreven Blowin' in the wind.
Een jaar nadat ze als zangduo uit elkaar gingen volgde in 1975 hun echtscheiding. Van Pallandt hertrouwde in 1976 met María Jesus de Los Rios y Coello de Portugal en zette zich in voor duurzame landbouw. Hij woonde enkele jaren op Ibiza, evenals Møller, met wie hij altijd bevriend bleef. Hij kocht in 1984 de auteursrechten van Burke's Peerage.
In 1994 werd Van Pallandt op zijn boot op de Filipijnen door leden van een Australische drugsbende doodgeschoten, een bende waar hijzelf lid van zou zijn geweest. Hij is begraven bij zijn ouders in IJhorst, in de gemeente Staphorst.
Van Pallandt en Nina hadden drie kinderen, onder wie Floris Nicolas Ali (Nicolas) baron van Pallandt (1961-2006), die werkte als scenarioschrijver en verantwoordelijk was voor een aantal scripts van de VARA-serie Oppassen!!!. Met María Jesus de Los Rios y Coello had hij één kind.
Hij was een neef van Charlotte van Pallandt en Ferdinand François baron de Smeth.